# 张锦芳 (军事家)

张锦芳

张锦芳（1854年—1921年）字荔园，广东高州城东郊下苍地村人。清朝及中华民国军事将领。

## 生平
张锦芳年轻时，逢法国入侵安南，受“刘义打番鬼”事迹鼓舞，决定弃武从文，获父亲赞成。清朝光绪元年（1875年）秋，他赴广西龙州，在边防军任营书。后辞职，以商人身份自中国东兴县经安南的芒街深入安南腹地考察。光绪七年(1881年)，广西提督黄桂兰知其熟悉安南地理，便招其至麾下，派其守卫兴安、水东等地。翌年，法国军队进功南定，张锦芳先发制人，率部离开防区出击，但战败。上级未加责备，派其赴狗头山、海圻等地招兵，编成应字营、良字营、岳字营、润字营这4个营，任命他为岳字营帮带兼营务处文案，驻安南北宁，相机帮助黑旗军。
光绪九年八月（1883年），法军攻占安南顺化，迫使安南签订了《顺化条约》。同年十二月中旬，法军进攻驻安南的中国军队，中法战争爆发。山西、北宁相继被法军占领。张锦芳率岳字营在大部队撤退时殿后，退驻谅山公馆圩，在清花江观音桥设伏，“毙敌无数，江水为之不流”，从而击退了法军。光绪十年五月（1884年），他参加谅山保卫战，击退了进攻的法军。
光绪十一年正月（1885年），法军攻占谅山，此后又进攻中国边境的镇南关，提督杨玉科阵亡。清廷起用冯子材为关外军务帮办。冯子材率王孝棋、王德榜、苏元春等部在镇南关内关前隘建筑长墙，将东、西岭防御阵地连成一体。张锦芳的岳字营被改成巡勇小队，隶属苏元春部。自该年二月初七起，清军与法军在镇南关作战。到二月初九，清军获得镇南关大捷。此后，清军乘胜追击，攻克文渊、谅山，将法军驱逐到船头、郎甲地区。同时，黑旗军、滇军在西部战场也不断取得胜利。法军则全线崩溃，法军统帅尼格里受重伤。清政府却停战撤兵，同法国议和。张锦芳对此十分不满，写下诗句“回头莫问和戎事，孤愤南来记甲申”。
光绪十一年（1885年），清政府签订《中法新约》，将安南割让给法国。张锦芳任五军参赞，留在安南召集旧部，以武崖、知里地区为根据地，开展了七年抗法斗争。在中法双方勘定中国同越南边界的过程中，张锦芳暗中帮助中方划界副使王之春解决困难，为边界的划定作出了贡献。
光绪二十年（1894年），张锦芳归国，历任广西迁江县知县、候补通判、宁明州知州等职务。宣统三年（1911年）至民国8年（1919年）5月，历任广东赤溪县知事，东莞县知事，高雷道尹兼警卫军第一、二、三营统领，粤海道尹兼新编陆军游击司令等职。民国8年（1919年）6月至民国9年（1920年）4月，代理广东省省长。此后他告老辞职，定居香港。
民国10年（1921年），张锦芳病逝。 